# Pristipomoides freemani
Pristipomoides freemani es una especie de peces de la familia Lutjanidae en el orden de los Perciformes.

## Morfología
• Los machos pueden llegar alcanzar los 23,3 cm de longitud total.

## Hábitat
Es un pez de mar de clima tropical  que vive entre 50-220 m de profundidad.

## Distribución geográfica
Se encuentra desde el sureste de los Estados Unidos hasta el Uruguay.